# Parafia Ewangelicko-Augsburska w Wieluniu

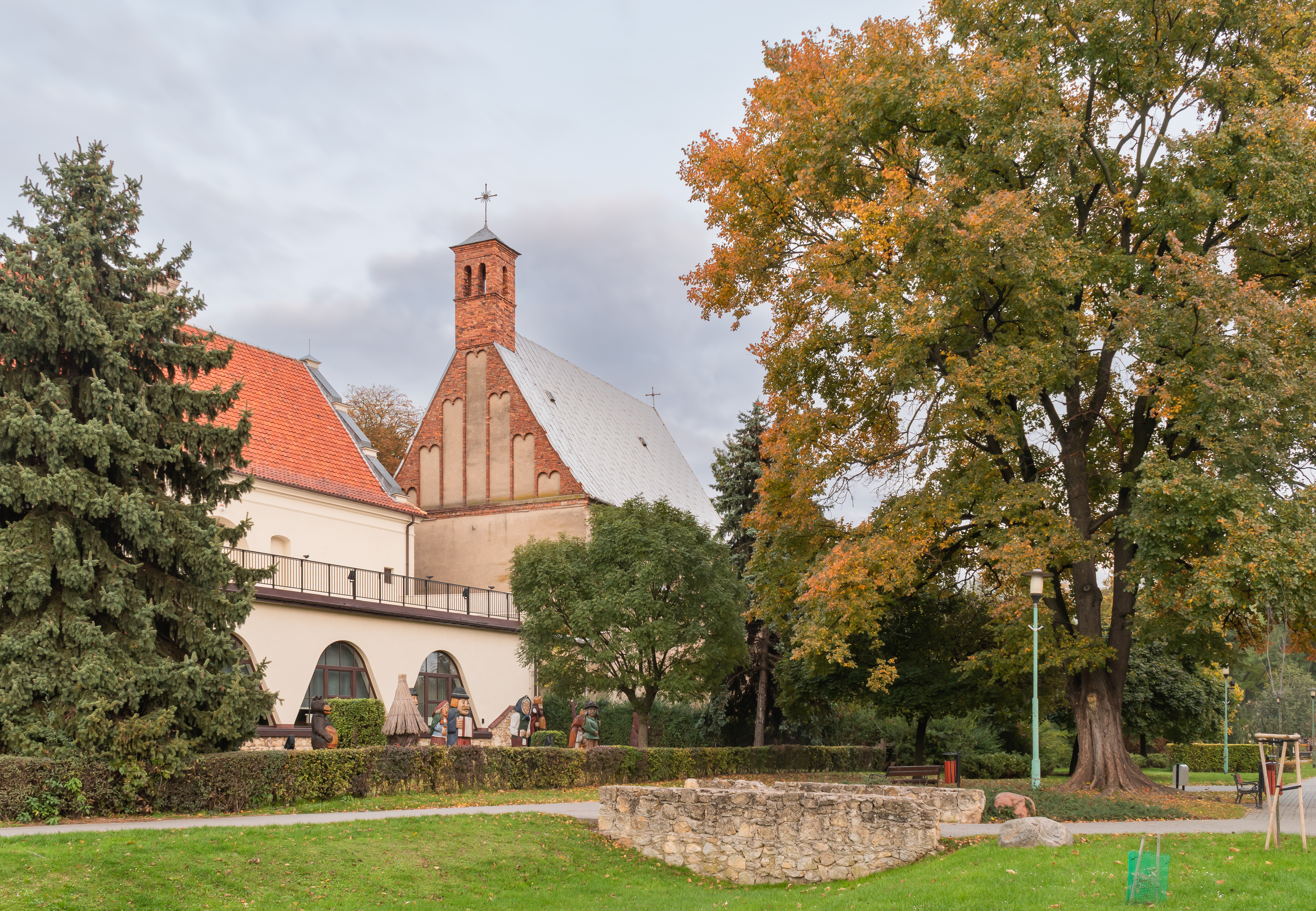
Kościół ewangelicki w Wieluniu, użytkowany przez parafię do 2023

Parafia Ewangelicko-Augsburska w Wieluniu – ewangelicko-augsburska parafia w Wieluniu, należąca do diecezji warszawskiej. Jej siedziba mieści się przy ulicy Ewangelickiej. 

## Historia
Osadnictwo ewangelickie w Wieluniu pojawiło się w końcu XVI wieku, dzięki położeniu miasta w pobliżu granicy ze Śląskiem. Śląscy ewangelicy przesiedlili się tam w wyniku napiętych stosunków religijnych panujących na ich rodzimym terenie. Zostali oni jednak zabici w podczas wojny polsko-szwedzkiej, w wyniku podejrzenia o sprzyjanie okupantowi, kiedy miasto zostało odbite przez Polaków w 1656.
Jednak podczas wizytacji zorganizowanych w 1720 i 1753 przez archidiakonat wieluński, stwierdzona została obecność wyznawców ewangelicyzmu obu konfesji. W 1753 zamieszkiwało tutaj pięć rodzin kalwińskich oraz ponad 40 osób wyznania luterańskiego. 
Liczba luteran zwiększyła się w wyniku przejścia Wielunia pod władzę Prus. Miasto w 1793 liczyło 12 luteran, których stanowili pruscy urzędnicy wraz z rodzinami. Później osiedlali się tu również protestanccy rzemieślnicy, rolnicy oraz żołnierze. 
18 sierpnia 1818 ewangeliccy wierni z Wielunia wystąpili o oddanie im w użytkowanie kościoła pobernardyńskiego wraz z wyposażeniem, który miał zostać przekształcony w siedzibę zakładu przemysłowego. Nie byli oni jednak w stanie udźwignąć ciężaru finansowego utrzymania parafii. W mieście znajdowało się wtedy 40 luterańskich rodzin, a jego okolice zamieszkiwało kolejne kilka rodzin reformowanych. Założenie parafii argumentowano jednak wpływem na przyszłe powiększenie się liczby wyznawców. Komisja Województwa Kaliskiego zażądała jednak gwarancji możliwości zgromadzenia przez zbór odpowiednich środków. - listy zawierającej nazwiska członków oraz sumę składki, jaką są w stanie przeznaczyć na świątynię. Lista została przedstawiona w marcu 1820 i zawierała 401 osób oraz sumę 1151 złotych polskich.
W 1820, pomimo dalszego braku oficjalnej zgody, przystąpiono do napraw w kościele. Zezwolenie zostało wydane w lipcu 1820 i dotyczyło poza budynkiem świątyni również części znajdujących się w jego otoczeniu budynków oraz połowy ogrodu. Pierwsze nabożeństwo miało miejsce 14 grudnia 1821.
W kwietniu 1822 do miasta przyjechał ks. S.G. Sachs, jednak ze względu na jego niedoświadczenie oraz młody wiek, władze postanowiły o poddaniu go egzaminowi. Oficjalnie na stanowisku proboszcza został zainstalowany 28 marca 1824.
W 1854 powstał filiał w Pankach, który w 1865 liczył 364 wiernych.
W 1913 parafia liczyła około 50 rodzin. Należała do superintendentury kaliskiej, oprócz kościoła parafialnego, posiadała także kościół filialny w Krzeczowie, domy modlitwy w Wolnicy Grabowskiej i Marianowie oraz kantorat w Janowie. Prowadziła dwie szkoły elementarne położone w Wieluniu i w Świątkowicach. Nabożeństwa w kościele w Wieluniu odbywały się w 1914 naprzemiennie, w pierwszą i trzecią niedzielę w mięsiącu po polsku, a w drugą i piątą - po niemiecku. Czwarta niedziela służyła na prowadzenie nabożeństw w domach modlitwy i kantoratach. Prowadzono nabożeństwa dla dzieci oraz lekcje przygotowania konfirmacyjnego.
W 1923 liczba członków parafii wynosiła 3000 wiernych, w jej posiadaniu znajdowały się kościoły w Wieluniu i Krzeczowie, ponadto liczba domów modlitwy wzrosła do czterech. Zarządzano również 11 cmentarzami.
W 2017 parafia liczyła około 15 wiernych. Z uwagi na niemożność przeprowadzenia remontu kościoła i plebanii przez nieliczną wspólnotę, 19 grudnia 2022 obiekty te zostały sprzedane miastu w celu przekształcenia na ich na pomieszczenia do działalności wystawienniczej i edukacyjnej Muzeum Ziemi Wieluńskiej. 21 maja 2023 miało miejsce ostatnie regularne nabożeństwo ewangelickie w kościele. Uczestniczył w nim Biskup Kościoła ks. Jerzy Samiec. Zachowany został charakter sakralny obiektu, a parafia posiada prawo prowadzenia w nim okazjonalnych nabożeństw.

## Współczesność
Nabożeństwa w Wieluniu odbywają się przy ul. Ewangelickiej 6 w każdą niedzielę poza piątą niedzielą miesiąca. Funkcję administratora parafii pełni ks. bp. Jan Cieślar, proboszcz parafii w Zduńskiej Woli. Parafię obsługuje także diakon Paweł Gumpert Obst z parafii w Łasku.